# 동해물과 백두산이
《동해물과 백두산이》는 2003년에 개봉한 대한민국의 코미디 영화이다.

## 캐스팅
- 정준호 - 최백두 역
- 공형진 - 림동해 역
- 류현경 - 한나라 역
- 박철 - 안형사 역
- 박상욱 - 박형사 역
- 한민 - 수연 역
- 이혜미 - 연정 역
- 송용태 - 나라아빠 역
- 전진기 - 갑판장 역
- 신현탁 - 진만 역
- 정경순 - 닭꼬치아줌마 역
- 박윤호 - 수배범 역
- 김광규 - 형사반장 역
- 홍순창 - 파출소장 역
- 조경훈 - 두목 역
- 오상무 - 완장 1 역
- 이재국 - 완장 2 역
- 배중식 - 대공부장 역
- 서진원 - 경관 1 역
- 한대석 - 경관 2 역
- 박정우 - 대공요원 1 역
- 한재영 - 의경 1 역
- 한창현 - 의경 2 역
- 진용욱 - 북한군 역
- 서왕석
- 송해 - 전국노래자랑 사회자 역 (특별출연)
- 김원희 - 민박녀 역 (특별출연)
- 이재룡 - 제트스키 대여원 역 (특별출연)
- 오지혜 - 중국집 아줌마 역 (특별출연)
- 녹색지대 - 전국노래자장 초대가수 역 (특별출연)